# Johan Antony Barrau
Johan Antony Barrau   (Oisterwijk, 3 d'abril de 1873 - Utrecht, 8 de gener de 1953) va ser un matemàtic neerlandès.
Barrau es va formar a l'Escola Naval Reial dels Països Baixos a la població de Willemsoord. Des del 1891 fins al 1898 va ser oficial de la Marina Reial dels Països Baixos i, més tard, del cos de marines dels Països Baixos. Tanmateix, va deixar el servei i es va convertir en professor de matemàtiques de l'institut de secundària a Dordrecht i, després, a Amsterdam, on va estudiar a la universitat d'Amsterdam. El 1907 va obtenir el doctorat en aquesta universitat sota la supervisió de Diederik Korteweg. Del 1908 al 1913 va ser professor de matemàtiques a la universitat de tècnica de Delft. Va ser professor de geometria diferencial sintètica, analítica i descriptiva a la universitat de Groningen del 1913 al 1928, on va tenir com alumne destacat Jan Hendrik Oort. Des del 1928 fins a la seva jubilació el 1943, als 70 anys, va ser professor a la universitat d'Utrecht. Va rebre diversos guardons civils i militars. Barrau va publicar un llibre de text sobre geometria analítica i diversos articles en revistes nacionals i internacionals.
Va ser conferenciant convidat dels congresos internacionals de matemàtiques de 1920 (Estrasburg) i de 1924 (Toronto).